# Austrorossia enigmatica
Austrorossia enigmatica är en bläckfiskart som först beskrevs av Robson 1924.  Austrorossia enigmatica ingår i släktet Austrorossia och familjen Sepiolidae. IUCN kategoriserar arten globalt som otillräckligt studerad. Inga underarter finns listade i Catalogue of Life.